# Caryopteridoideae
Caryopteridoideae é uma subfamília botânica da família Lamiaceae constituída pelos gêneros:
Caryopteris´´™ | Trichostema |Clerodendrum| Cyclonema |                           Faradaya | Glossocarya | Hosea | Huxleya | Rubiteucris | Karomia | Oxera | Peronema | Petraeovitex |
Schnabelia | Tetraclea